# 精索
精索（せいさく、英: Spermatic cord）は、精管、約4mmの血管、神経、リンパ管などをおおう3層構造の膜である。精索の直径は約1cmの索状構造である。
精索の上部は皮下に近く、この部位で男性避妊術であるパイプカットが行われる。
精索は、外層から順に外精筋膜、精巣挙筋、内精筋膜であり、各々外腹斜筋の筋膜、内腹斜筋、腹横筋の筋膜が移行したものである。

## 代表的な病気
- 精索静脈瘤